# Ola Nyberg
Ola Nyberg, född 4 september 1933 i Nykarleby i Finland, död 2 augusti 2017 i Stockholm, var en svensk illustratör.
Nyberg flyttade som 16-åring med sin familj till Umeå. Han utbildade sig till teckningslärare på Konstfack i Stockholm under 1960-talet men valde att arbeta som fri illustratör. En tid tecknade han i serietidningen 91:an Karlsson.
Ola Nyberg är far till jazzsångerskan Lina Nyberg och har en dotter född 1985 med Ann Forslind.